# Герасимов, Михаил Никанорович
Михаи́л Никано́рович Гера́симов (27 февраля 1894 — 3 июня 1962) — советский военачальник, генерал-лейтенант (04.06.1940).

## Биография
Родился в Москве. Из семьи рабочего. Окончил 3 класса начального городского училища в 1905 году, 4-х классное коммерческое училище в 1909 году.
Призван в Русскую императорскую армию в январе 1915 года. Направлен канониром в Гродненскую крепостную артиллерию, с марта 1915 года в Новогеоргиевской крепостной артиллерии. С августа 1915 года учился в 3-й Московской школе прапорщиков, после её окончания 14 (27) ноября 1915 года произведён в прапорщики и направлен на службу в 199-й пехотный запасной батальон в Иваново-Вознесенске. С декабря 1915 года — младший офицер 4-й сотни 4-го Неманского пограничного пехотного полка. В апреле 1916 года произведён в подпоручики. С мая 1916 года младший офицер команды пеших разведчиков, в декабре назначен командиром 9-й сотни. С января 1917 года — командир роты 708-го пехотного Россиенского полка, 12 (25) марта произведён в поручики. С октября 1917 года — командир 1-й роты 80-го пехотного Кабардинского полка, в январе 1918 года назначен командиром 1-го батальона. Демобилизован в феврале 1918 года. Последнее звание в старой армии — поручик.
В Красной Армии с сентября 1918 года. С ноября 1918 года командовал ротой Иваново-Вознесенского запасного батальона. С июня 1919 года участвовал в Гражданскую войне на Западном фронте: командир роты 158-го стрелкового полка, с июня командир батальона, с октября 1919 — помощник командира 15-го стрелкового полка, с ноября 1919 — командир 15-го стрелкового полка. С марта 1920 года командовал 4-й стрелковой бригадой 2-й стрелковой дивизии. В 1919 году участвовал в боях против войск генерала Н. Н. Юденича под Петроградом и Псковом. В 1921 году, за отличия в советско-польской войне — за прорыв укреплений крепости Брест-Литовск и за бои под Варшавой — награждён двумя орденами Красного Знамени.
В 1922 году окончил Высшие академические курсы при Военной академии имени М. В. Фрунзе. В межвоенный период с октября 1922 года М. Н. Герасимов служил на Западном фронте, затем в Белорусском военном округе: помощник командира 5-й стрелковой дивизии, с октября 1923 года — командир 33-й стрелковой дивизии. В 1928 году окончил Курсы усовершенствования высшего начальствующего состава при Военной академии имени М. В. Фрунзе. С января 1930 года — помощник инспектора, затем заместитель инспектора Инспекции физической подготовки РККА. С января 1934 года — заместитель инспектора пехоты РККА, с ноября 1935 года — заместитель начальника 2-го отдела Генерального штаба РККА. С апреля 1936 года — помощник начальника Управления боевой подготовки РККА. С 9 июля 1940 года — командир 19-го стрелкового корпуса в Ленинградском военном округе.
В начале Великой Отечественной войны М. Н. Герасимов в той же должности. С начала июля 1941 года корпус в составе 23-й армии Северного фронта оборонял государственную границу СССР от посёлка Энсо до района западнее города Сортавала. С 6 августа 1941 года — командующий 23-й армией. Под командованием М. Н. Герасимова войска армии в тяжёлой обстановке отражали наступление финских войск на Ленинград с севера и под ударами сил противника отошли на линию старой государственной, границы где заняли ранее оборудованный Карельский укреплённый район. 8 сентября 1941 года направлен в распоряжение командующего войсками Ленинградского фронта К. Е. Ворошилова. В июне-сентябре 1942 года — руководитель группы контроля за формированием маршевых пополнений в военных округах. В дальнейшем М. Н. Герасимов — заместитель командующего войсками Калининского фронта, в распоряжении Главного управления кадров, заместитель командующего войсками 2-го Прибалтийского фронта. В этот период М. Н. Герасимов участвовал в Ленинградско-Новгородской, Старорусско-Новоржевской, Режицко-Двинской, Прибалтийской наступательных операциях. С 16 августа по 5 октября 1944 года — командующий войсками 3-й ударной армии 2-го Прибалтийского фронта. Под командованием М. Н. Герасимова армия принимает участие в Мадонской и Рижской наступательных операциях. С октября 1944 года — заместитель командующего войсками 2-го Прибалтийского фронта.
В ноябре 1944 года отозван в тыл и назначен главным инспектором пехоты Красной Армии. С июня 1946 года — заместитель генерал-инспектора Инспекции стрелковых войск Главной инспекции Вооружённых Сил СССР, с июня 1948 — генерал-инспектор там же.
В августе 1950 года назначен помощником командующего войсками Таврического военного округа, но из-за начавшейся тяжелой болезни в должность не вступил. С февраля 1951 года состоял в распоряжении Главного управления кадров Советской Армии, находясь на лечении. С июля 1953 года в отставке.
Жил в Москве. Автор мемуаров «Пробуждение» (изданы в 1965 году).
Скончался в Москве 3 июня 1962 года. Похоронен на Донском кладбище.

## Воинские звания
- Комбриг (26.11.1935)
- Комдив (20.02.1940)
- Генерал-лейтенант (4.06.1940)

## Награды
- Орден Ленина (21.02.1945)[2]
- четыре ордена Красного Знамени (5.02.1921, 31.12.1921, 3.11.1944[2], 20.06.1949)
- Орден Кутузова I степени (22.09.1943)
- Орден Суворова II степени (29.07.1944)
- Орден Красной Звезды
- Медаль «За оборону Москвы» (1944)
- Медаль «За оборону Ленинграда» (1942)
- другие медали СССР

## Сочинения
- Герасимов М. Н. Пробуждение. — М.: Воениздат, 1965.